# Les Mots et les Choses
Cet article possède un paronyme, voir Le Mot et la Chose.
 (janvier 2022).
Les Mots et les Choses (sous-titré Une archéologie des sciences humaines) est un essai de Michel Foucault, publié aux éditions Gallimard en 1966. Avec L'Archéologie du savoir, c'est dans cet ouvrage que Foucault développe la notion d'« épistémè ».
Foucault semble avoir tout d'abord privilégié le titre de L'Ordre des choses, avant de le changer pour satisfaire son éditeur, Pierre Nora.

## Contenu du livre

### Notion d’épistémè[2]
Le livre s'ouvre sur une description et un commentaire détaillés du tableau Les Ménines de Diego Velázquez et de l'arrangement complexe de ses lignes de plan et de ses effets cachés. « Peut-être y a-t-il, dans ce tableau de Velásquez, comme la représentation de la représentation classique », écrit Foucault.
Y est ensuite développée l'idée maîtresse de l'ouvrage : dans toutes les périodes de l'histoire, il existe un certain nombre de conditions de vérité qui conditionnent ce qu'il est possible et acceptable de dire ; par exemple dans un discours de connaissance puis scientifique. Foucault défend la thèse que les « conditions » du discours changent au cours du temps de façon plus ou moins progressive.
Il désigne ces « conditions du discours » par le terme d'« épistémè » (de la racine grecque qui donne épistémologie). Foucault analyse diverses transformations des sciences :
- Celles du langage : la grammaire générale se transforme en linguistique.
- Celles de la vie : l'histoire naturelle se transforme en biologie.
- La science des richesses correspond à une mutation de l'« épistémè » qui donne naissance à l'économie moderne.

La notion d'épistémè ne doit pas être confondue avec celle de Weltanschauung (vision ou conception du monde), prônée par Dilthey et à laquelle Foucault s'oppose explicitement.

« Ce sont tous ces phénomènes de rapport entre les sciences ou entre les différents discours dans les divers secteurs scientifiques qui constituent ce que j’appelle épistémè d’une époque »

— Foucault, Dits et Écrits I, in Sur la justice populaire, op. cit.[réf. non conforme], p. 1239

### Troisépistémès
Michel Foucault mentionne trois épistémès : 
1. L’épistémè de la Renaissance et du XVIe siècle, qui sera l’âge de la ressemblance et de la similitude.
2. L’épistémè classique, qui sera l’âge de la représentation, de l'ordre, de l'identité et de la différence qui donnent les catégories.
3. L’épistémè moderne à laquelle nous appartenons, qui est l’enjeu même du livre, et dont il s’agit pour Foucault de rendre compte en cherchant ses limites, ses seuils.

L’épistémè du XVIe siècle est l’objet du deuxième chapitre, c’est aussi l’analyse la plus courte ; l’épistémè classique est analysée dans tout le reste de la première partie et l’épistémè moderne dans la seconde.
Pour le passage de l'âge classique (XVIIe siècle) au XXe siècle, Foucault identifie quelques penseurs qui ont été déterminants dans la mise en place de l'épistémè moderne, parmi lesquels, par ordre chronologique :
- La Logique de Port-Royal (1662), travaux sur la logique, la grammaire, la syntaxe, auxquels ont participé Descartes et Pascal.
- Adam Smith  et sa Richesse des nations.
- Antoine Destutt de Tracy (vers 1800).

Dans l’épistémè classique, Foucault dit que l’homme n’existe pas :

« Il n’a ni puissance de vie, ni fécondité du travail, ni épaisseur historique du langage. C’est une toute récente créature que la démiurgie du savoir a fabriquée de ses mains, depuis deux cents ans. »

— Foucault, Les Mots et les Choses, Paris, Gallimard, 1966, p. 319
On parlait certes de l’homme à l’âge classique, mais « il n’y a pas de conscience épistémologique de l’homme ».

## Spécificité de l’ouvrage
(août 2008).
La forme ressemble trop à un extrait de cours et nécessite une réécriture afin de correspondre aux standards de Wikipédia.
Pour apercevoir l’épistémè, il a fallu, comme nous le dit Georges Canguilhem à propos de Foucault : « sortir d’une science et de l’histoire des sciences : il a fallu défier la spécialisation des spécialistes et tenter de devenir un spécialiste non pas de la généralité, mais un spécialiste de l’inter-régionalité ».
Il ne s’agit absolument pas pour Foucault de simplement catégoriser des périodes historiques, l’épistémè n’est pas pour une époque donnée une sorte de grande théorie sous-jacente. Ce n’est pas  « la somme de ses connaissances, ou le style général des recherches » mais c’est bien plutôt « l’écart, les distances, les oppositions, les différences  [...] c’est un espace de la dispersion, c’est un champ ouvert et sans doute indéfiniment descriptible de relations ». Pour comprendre l’épistémè foucaldienne il faut sortir d’une pensée de l’histoire qui « emporterait toutes les sciences dans une grande envolée ».
L’épistémè n’est paradoxalement pas un objet pour l’épistémologie, c’est avant tout, et dans son développement même, ce pour quoi un statut du discours est recherché tout au long de Les Mots et les Choses. L’objet est ce qu’en dit celui qui en parle. L’épistémè se heurte donc à l’histoire des idées, à l’histoire des sciences, elle est l’objet et le résultat d’une élaboration conceptuelle où « l’archéologie » remplace « l’Histoire ».
C’est à partir de ce concept d’épistémè, et de son rapport à l’archéologie, qu’on a fait de Foucault le penseur de la discontinuité historique, penseur de la rupture. Certes Foucault récuse bien toute histoire continue, progressive, mais son travail n’est pas de s’opposer à l’histoire des sciences ou des idées (même si ces dernières doivent être relativisées et critiquées), il s’agit plutôt chez Foucault d’essayer de faire un pas de côté, de risquer sa pensée en introduisant de la signification à l’intérieur même de l’écart que l’on peut apercevoir avec notre propre pensée. Foucault définissait d’ailleurs le “travail” comme « ce qui est susceptible d’introduire une différence significative dans le champ du savoir, au prix d’une certaine peine pour l’auteur et le lecteur, et avec l’éventuelle récompense d’un certain plaisir, c’est-à-dire d’un accès à une autre figure de la vérité ».
Le sous-titre de Les Mots et les Choses est « archéologie des sciences humaines ». Foucault conçoit que l’originalité de ses analyses heurte « ceux qui préfèreront nier que le discours soit une pratique complexe et différenciée, obéissant à des règles et à des transformations analysables, plutôt que d’être privé de cette tendre certitude, de pouvoir changer sinon le monde, sinon la vie, du moins leur « sens » par la fraîcheur d’une parole qui ne viendrait que d’eux-mêmes ». On peut noter par exemple pour la biologie, « que l’évolutionnisme constitue une théorie biologique dont les conditions de possibilité fut une biologie sans évolution – celle de Cuvier ». De même que Foucault fait de Ricardo la condition de possibilité de l’œuvre de Marx, il fait de l’œuvre de Cuvier la condition de possibilité de l’œuvre de Darwin (encore que Foucault ressentant un certain malaise devant cette catégorisation exemplaire d' « auteurs », il préférera en 1970, parler de « transformation Cuvier » ou de « transformation Ricardo », car ce n’est pas « l’œuvre » de ces auteurs qu’il cherchait à mettre en valeur, mais les transformations qui ont eu lieu à une époque donnée).
Le rapprochement de ce concept avec le concept de structure  tel que le développe le structuralisme n’est pas totalement pertinent. Les structures supposent une transformation et un invariant. Or les différentes épistémès que Foucault identifie se juxtaposent selon des « discontinuités énigmatiques ». Jean Piaget considère que leur « émergence contingente » est contradictoire avec l'idée de structure.

## Réception
Les Mots et les Choses donnèrent presque immédiatement à Michel Foucault un statut d'intellectuel prééminent, provoquant des réactions passionnées, qu'elles soient positives ou négatives. L'ouvrage, publié la même année que les Écrits de Jacques Lacan et Critique et vérité de Roland Barthes, semble, aux yeux des lecteurs contemporains, participer du mouvement structuraliste, bien que Foucault se défende d'y appartenir.
Vingt mille exemplaires sont vendus la première année, et plus de 110 000 le seront en vingt ans. Publié dans la collection « Tel » depuis 1990, l'ouvrage continue à se vendre à 5 000 exemplaires par an, selon l'éditeur.
Dans le numéro 30 de L'Arc (en octobre 1966), Jean-Paul Sartre attaque Foucault en le désignant comme « le dernier barrage que la bourgeoisie puisse encore dresser contre Marx », voyant dans son œuvre « le refus de l'Histoire. [...] Que trouvons-nous dans Les Mots et les Choses ? Non pas une "archéologie" des sciences humaines. [...] Ce que Foucault nous présente c'est, comme l'a très bien vu Kanters, une géologie : la série des couches successives qui forment notre "sol". [...] Mais Foucault ne nous dit pas ce qui serait le plus intéressant : à savoir comment chaque pensée est construite à partir de ces conditions, ni comment les Hommes passent d'une pensée à une autre. [...] il remplace le cinéma par la lanterne magique, le mouvement par une succession d'immobilités ».
Un an après la publication par Althusser de Pour Marx, les derniers mots de Foucault dans ce livre, qui affirme qu'une nouvelle épistémè pourrait bien faire disparaître la figure de l'homme en tant qu'objet des sciences humaines, « comme à la limite de la mer un visage de sable », suscite une controverse à propos de l'« anti-humanisme théorique » supposé de Foucault. Ainsi Jean Lacroix commente le livre dans un article intitulé « Fin de l'humanisme » dans Le Monde. Gilles Deleuze intitule, quant à lui, son article dans Le Nouvel Observateur, « L'homme, une existence douteuse », tandis que Georges Canguilhem choisit comme titre  pour le sien, un an plus tard, dans la revue Critique : « Mort de l'homme ou épuisement du cogito ». Pourtant, chez Foucault, la « critique » des sciences humaines semble en fait n'avoir que peu en commun avec une critique de l'humanisme en tant que tel, comme l'indique par exemple le texte sur l'opuscule de Kant, Qu'est-ce que les Lumières ?.
En 1967, dans La Chinoise (de Jean-Luc Godard), le livre de Foucault est attaqué à coup de tomates par l'actrice principale.
La notion d’épistémè a posé des problèmes et produit des malentendus. Foucault dans une interview en 1972, explique : « ce que j’ai appelé dans Les Mots et les Choses « épistémè » n’a rien à voir avec les catégories historiques. J’entends tous les rapports qui ont existé à une certaine époque entre les différents domaines de la science [...] Ce sont tous ces phénomènes de rapport entre les sciences ou entre les différents discours dans les divers secteurs scientifiques qui constituent ce que j’appelle épistémè d’une époque ». L’identification de l’épistémè d’une époque, ce n’est pas une catégorisation historique et progressive des objets d’un savoir d’une période donnée, mais la mise en perspective archéologique (et critique) de l’écart même que l’on pourrait assigner entre nos propres cadres de pensée, pris eux-mêmes dans un réseau imperceptible de contraintes lié à l’épistémè à laquelle nous appartenons, avec une épistémè antérieure (en l’occurrence ici l’épistémè classique) où il est impossible de nous reconnaître tant la disposition générale des savoirs a subi de « discontinuités énigmatiques » que Foucault n’a pas la prétention d’expliquer, mais qu’il qualifie comme « mutation », « évènement radical », « décalage infime mais essentiel ». Dans la préface de Les Mots et les Choses, Foucault définit le travail archéologique et le projet qu’il poursuit de cette manière : « ce qui s’offre à l’analyse archéologique, c’est tout le savoir classique, ou plutôt ce seuil qui nous sépare de la pensée classique et constitue notre modernité. C’est sur ce seuil qu’est apparue pour la première fois cette étrange figure du savoir qu’on appelle l’homme, et qui a ouvert un espace propre aux sciences humaines ».
Canguilhem, un an seulement après sa sortie, commente ainsi le livre :
« En désignant sous le nom général d’anthropologie l’ensemble de ces sciences qui se sont constituées au XIXe siècle, non comme un héritage du XVIIIe, mais comme un « événement dans l’ordre du savoir », Foucault nomme alors « sommeil anthropologique » la tranquille assurance avec laquelle les promoteurs actuels des sciences humaines prennent pour accordé comme objet, donné là d’avance à leurs études progressives, ce qui n’était au départ que leur projet de constitution [...] Les Mots et les Choses est pour les sciences de l’homme ce que la Critique de la raison pure était pour les sciences de la nature ».
C'est à partir des « contre-sciences » humaines, c'est-à-dire la psychanalyse, l'ethnologie et la linguistique, mais aussi à partir de la littérature, que Foucault élabore sa pensée.

### Sources primaires
1. ↑   Foucault, Les Mots et les Choses, Paris, Gallimard, 1966, p. 320
2. ↑  Foucault, Dits et Écrits I, Gallimard, coll. Quarto, in Réponse à une question, p. 704.
3. ↑  Foucault, Dits et Écrits II, in Des travaux, op. cit.[réf. non conforme], p. 1186.
4. ↑  Foucault, Dits et Écrits I, in Réponse à une question, op. cit.[réf. non conforme], p. 723, je souligne.
5. ↑   Foucault, Les Mots et les Choses, Paris, Gallimard, 1966, p. 307
6. ↑  Voir à ce sujet : Foucault, Dits et Écrits I, La situation de Cuvier dans l'histoire de la biologie, texte no 77.
7. 1 2   Foucault, Les Mots et les Choses, Paris, Gallimard, 1966, p. 229
8. ↑  Foucault, Dits et écrits, t. II : 1970-1975, Paris, Éditions Gallimard, coll. « Bibliothèque des Sciences humaines », 1994, in Les problèmes de la culture. Un débat Foucault-Preti, p. 371.
9. ↑   Foucault, Les Mots et les Choses, Paris, Gallimard, 1966, p. 251.
10. ↑   Foucault, Les Mots et les Choses, Paris, Gallimard, 1966, p. 15-16, je souligne.
11. ↑   Foucault, Les Mots et les Choses, Paris, Gallimard, 1966, p. 356
12. ↑   Foucault, Les Mots et les Chosess, Paris, Gallimard, 1966, p. 385.

#### Éditions
- Michel Foucault, Les Mots et les Choses : Une archéologie des sciences humaines, Paris, Gallimard, coll. « Bibliothèque des sciences humaines », 1966, 405 p. (ISBN 2-07-022484-8)
- Michel Foucault, Dits et Écrits, vol. 1 : 1954-1975, Paris, Gallimard, coll. « Quarto », 2001, 1708 p. (ISBN 2-07-076186-X)
- Michel Foucault, Dits et Écrits, vol. 2 : 1976-1988, Paris, Gallimard, coll. « Quarto », 2001, 1736 p. (ISBN 2-07-076290-4)

#### Sources
- Georges Canguilhem, « La mort de l'homme ou l'épuisement du Cogito », Critique,‎ juillet 1967.
- Philippe Sabot, Lire “Les Mots et les Choses” de Michel Foucault, Paris, PUF, coll. « Quadrige / Manuels : philosophie », 2006, 219 p. (ISBN 2-13-051686-6).
- Philippe Artières, Jean-François Bert, Philippe Chevallier, Pascal Michon, Mathieu Potte-Bonneville, Judith Revel et Jean-Claude Zancarini, Les Mots et les Choses de Michel Foucault : Regards critiques, 1966-1968, Caen, Presses universitaires de Caen, IMEC, 2009, 380 p. (ISBN 978-2-84133-347-9, HAL halshs-00423957).
- Olivier Revault d'Allonnes, « Michel Foucault : les mots contre les choses », Raison présente, no 2 « Critiques et recherches rationalistes »,‎ février-avril 1967, p. 29–41 (DOI 10.3406/raipr.1967.1162, lire en ligne).
- Étienne Verley, « L'archéologie du savoir et le problème de la périodisation », Dix-Huitième Siècle, no 5 « Problèmes actuels de la recherche »,‎ 1973, p. 151-162 (DOI 10.3406/dhs.1973.1037, lire en ligne).
- Jean-Claude Vuillemin, « Réflexions sur l'épistémè foucaldienne », Cahiers philosophiques, no 130,‎ 2012, p. 39–50 (DOI 10.3917/caph.130.0039, lire en ligne).